# Epibolus pulchripes
Epibolus pulchripes (лат.) — вид тропических двупароногих многоножек из семейства Pachybolidae отряда Spirobolida.

## Биологическое описание
Сравнительно крупные многоножки, достигающие длины до 150 мм и толщины до 12 мм. Самки крупнее и массивнее самцов, поверхность тела у них матовая, в то время как самцы имеют глянцевые покровы. Основная окраска тела от красно-коричневого до чёрного цвета, голова, ноги и анальные лопасти — ярко-красные или оранжевые. Общее число сегментов тела достигает 52—54, чаще 52 или 53.
Вид активен на поверхности почвы во время сезона дождей, в основном с марта по сентябрь.

## Ареал и местообитание
Распространены в Восточной Африке: в Кении — во внутренних районах и вдоль побережья; в Танзания — вдоль побережья и гор Узамбара, до 1000 м над уровнем моря. Населяют тропические прибрежные леса, луга (с акацией и др.), сады и другие сельскохозяйственные угодья.